# Cantonul Le Puy-en-Velay-Nord
Cantonul Le Puy-en-Velay-Nord este un canton din arondismentul Le Puy-en-Velay, departamentul Haute-Loire, regiunea Auvergne, Franța.

## Comune
- Aiguilhe
- Chadrac
- Chaspinhac
- Malrevers
- Le Monteil
- Polignac
- Le Puy-en-Velay (parțial, reședință)